# Hillsong United
A Hillsong United egy ausztrál keresztény rock zenekar, mely az ausztráliai Hillsong Gyülekezethez (Hillsong Church) tartozik. Zenéjük a dicsőítés és az imádás olyan modern stílusa, amely ötvözete a keresztény zenének és a rocknak. Az együttes korábbi neve United Lived, amit Reuben Morgan és Marty Sampson vezetett, 1999-től 2001-ig. A zenekar jelenlegi frontembere, énekese Taya Smith-Gaukrodger (2013 óta), akihez a zenekar történelmének legnépszerűbb dalai (Oceans; Touch The Sky; Amazing Grace) is köthetőek.
A Hillsong dalok célja egyszerűen közel kerülni Istenhez, felemelni és dicsőíteni őt, és ezt dalokkal is kifejezni, így kapcsolódva a Hillsong Church küldetéséhez, az igehirdetéshez. Az együttes alapítása a Hillsong Church igehirdetőihez köthető, később bővült a zenekar hangszeres zenészekkel és újabb énekesekkel, az együttes énekeseit ennek megfelelően "worship leadernek", azaz dicsőítés-vezetőnek nevezik.

## Tagok
- Marcus Beaumont – gitár (1998-)[4]
- Michael Guy Chislett –  gitár, billentyűk, zenei rendező (2007-)
- Matt Crocker – ének, gitár, ütőhangszerek (1998-)
- Adam Crosariol – basszusgitár (2005-)
- Jonathon "JD" Douglass – ének, ütőhangszerek (2005-)
- Jadwin "Jad" Gillies – ének, gitár (1998-)
- Benjamin Hastings – ének, gitár, billentyűk (1998-)
- Joel Houston – ének, gitár, billentyűk, ütőhangszerek, zeneszerző (1998-)
- Simon Kobler – dobok (2008-)
- Jihea Oh – basszusgitár (2010-)
- Taya Smith-Gaukrodger – vezető énekes, billentyűk (2013-)
- Benjamin "Ben" Tennikoff – billentyűk, zenei programozás (2013-)
- Dylan Thomas – gitár, billentyűk, zenei rendező (2005-)

## Korábbi tagok
- Michelle Fragar – énekes (2000-2011)
- Brooke Fraser Ligertwood – ének, gitár, zeneszerző (1998-2013)
- Annie Garratt – ének (2007-2011)
- Nigel Hendroff – szólógitár, basszusgitár, zenei rendező (2000-2010)
- Peter James – zongora, billentyűk (2004-2015)
- Timon Klein – szólógitár (2007-2013)
- Sam Knock – ének, gitár (2002-2013)
- Hayley Law – énekes (2012)
- Jill McCloghry – ének, gitár (2008-2012)
- Reuben Morgan – ének, gitár (1998-2002)
- Luke Munns – dobok (1998-2005)
- Tanya Riches – ének (1998-2010)
- Marty Sampson – ének, gitár, zeneszerző (1998-2006)
- Rolf Wam Fjell – dobok, ütőhangszerek (2005-2010)
- David Ware – ének (2008-2013)

## Koncertalbumok
- 1999 Everyday (United Lived)
- 2000 Best Friend (United Lived)
- 2001 King of Majesty (United Lived)
- 2002 To the Ends of the Earth
- 2004 More Than Life
- 2005 Look to You
- 2006 United We Stand
- 2007 Unidos Permanecemos
- 2006 Mighty to save
- 2008 The I Heart Revolution: With Hearts As One
- 2009 Across the Earth: Tear Down the Walls, a lemez stilizáltan a következő címmel jelent meg: [a_CROSS//the_EARTH] :: Tear Down the Walls
- 2012 Live In Miami ( Welcome To The Aftermath )
- 2013 Zion Acoustic Sessions
- 2016 Of Dirt and Grace: Live from the Land
- 2019 People
- 2021 The People Tour: Live from Madison Square Garden

## Stúdióalbumok
- 2007 All of the Above
- 2011 Aftermath
- 2013 Zion
- 2015 Empires
- 2017 Wonder

## Kislemezek
- 1998 One
- 2007 In a Valley By The Sea

## Egyéb albumok
- 2006 Unidos Permanecemos (a spanyol United We Stand)

## DVD-k
- 2004 More Than Life koncertfelvétel
- 2005 Look To You koncertfelvétel
- 2006 UNITED We Stand koncertfelvétel
- 2007 All Of The Above koncertfelvétel
- 2008 I Heart Revolution: With Heart As One zenés DVD
- 2009 The I Heart Revolution: We're All in This Together (dokumentumfilm)
- 2012 Live In Miami ( Welcome To The Aftremath ) koncertfelvétel